# Karolina Kołeczek
Karolina Kołeczek (15 de enero de 1993) es una deportista de Polonia que compite en atletismo. Ganó una medalla de bronce en el Campeonato Europeo de Atletismo por Equipos de 2019, en la prueba de 100 m vallas.